# Insatiable (canción)
«Insatiable» es el sencillo debut en solitario de la artista irlandesa Nadine Coyle.Luego de 20 sencillos con la banda Girls Aloud Coescrito con Guy Chambers y producido por Ricci Riccardi, la canción fue lanzada como primer sencillo del álbum debut en solitario Coyle del mismo nombre (2010). El video musical de "Insatiable" fue dirigido por Wayne Isham.

## Promoción
La canción se estrenó en radio en el programa in:Demand el 10 de septiembre de 2010, seguido de una aparición en radio de ella en BBC Radio 1 en el programa The Scott Mills Show. La primera aparición de Coyle cantando el sencillo fue en el programa de televisión Paul O'Grady Live de la cadena británica ITV1 el show fue trasmitido el primero de noviembre, Nadine también hizo apariciones en el bar londinense G-A-Y y el club Koko el cual también fue trasmitido por televisión. A Cole se le invitó a que se presentara en el programa X factor oferta que rechazo.

## Recepción de la crítica
La canción ha recibido la aclamación de los críticos de música contemporánea. Popjustice dijo " Se ve la tormenta en el Horizonte como un caballo de batalla pop furioso. Nos gusta mucho. la revista Heat describió el sencillo como "Muy bueno y masivo. Dramático. Y cantable. lo amamos, en realidad". Además recibió elogios de páginas como Digital Spy.
En la semana debut del sencillo. la canción llegó al puesto 35 en las listas inglesas y solo tuvo 117 copias físicas vendidas y en digital tuvo 2.439 descargas.
El sencillo obtuvo el cuarto lugar en como mejor sencillo del 2011 en los Virgin Media Music Awards.

## Lista de canciones y formatos
- UK Sencillo digital[13]

1. "Insatiable" (Coyle, Guy Chambers)
2. "Insatiable" (PjOE & Timka Re-Mix Edit)
3. "Insatiable" (PjOE & Timka Re-Mix Extended)
4. "Enough Is Never Enough" (Demo Versión)

- CD Sencillo (solo a la venta en Tesco)[14]

1. "Insatiable" (Coyle, Guy Chambers)
2. "Insatiable" (PjOE & Timka Re-Mix Edit)
3. "Insatiable" (PjOE & Timka Re-Mix Extended)

## Historial de lanzamiento
| País (2010)                            | posición |
| -------------------------------------- | -------- |
| Irlanda (IRMA)                         | 20       |
| Reino Unido (UK Singles Chart)         | 26       |
| UK Independent Chart                   | 3        |
| Escocia (Scottish Singles Sales Chart) | 23       |